# Mai Zetterling
Mai Zetterling (Västerås, 1925. május 24. – London, 1994. március 14.) svéd színésznő, rendező.

## Fiatalkora
1925. május 24-én született Västeråsban egy munkásosztálybeli családban. Gyermekkorában rövid ideig Ausztráliában is élt. Színészi pályafutása 17 éves korában kezdődött a Dramatennél, a svéd nemzeti színháznál, és a második világháború alatt már filmekben is bemutatkozott.

## Karrierje
Az áttörést az Őrjöngés (1944) hozta el számára, melynek a forgatókönyvét Ingmar Bergman jegyezte. Nem sokkal később Angliába költözött, ahol gyorsan hírnevet szerzett magának Basil Dearden Fizess a múltadért! című háborús drámájával (1947) a főszerepben. A következő évben egy rövid időre hazatért Svédországba, hogy Ingmar Bergmannal dolgozhasson a Zene a sötétben című drámában. Ezután ismét Angliában forgatott, olyan ismert sztárokkal játszott együtt, mint Tyrone Power, Dirk Bogarde, Richard Widmark, Laurence Harvey, Peter Sellers, Herbert Lom, Richard Attenborough, Keenan Wynn, Stanley Baker és Dennis Price.
Alakításaival kora egyik szexszimbólumának tartották, főleg drámákban és thrillerekben jeleskedett, de hatékony volt a vígjátékokban is, emellett nagyon aktívan vett részt a brit televíziózásban az '50-es és '60-as években.
Rendezői pályafutása a '60-as évek elején kezdődött, a The War Game-mel (1962), mely egy politikai dokumentumfilm volt, amit BAFTA-díjra is jelöltek. Első nagyjátékfilmje a svéd gyártású A szerető pár volt 1964-ben. A produkciót erős szexuális utalásai és meztelen jelenetei miatt kitiltották a Cannes-i fesztiválról. Kenneth Tynan kritikus szerint a film "az egyik legambiciózusabb debütálás az Aranypolgár óta". Zetterlingnek nem csak ez az egy filmje váltott ki vitát a nyílt szexuális ábrázolás miatt.
Amikor több kritikus is megjegyezte, hogy "Mai Zetterling úgy rendez, mint egy férfi", a munkáiban sokkal nagyobb hangsúlyt kapott a feminizmus. Az 1968-ban bemutatott A lányok egy férfiak irányította társadalomról szól, a produkcióban a kor legnépszerűbb svéd színészei szerepeltek: Bibi Andersson, Harriet Andersson, Gunnar Björnstrand, Erland Josephson.

## Magánélete
1985-ben jelent meg önéletrajzi könyve az All Those Tomorrows. 1994. március 14-én halt meg 68 éves korában rákban. Londonban egy Nemzeti Levéltár által kibocsátott dokumentum szerint Zetterlinget egy ideig megfigyelte a brit titkosszolgálat, mert felmerült a gyanúja, hogy kommunista volt.

## Fontosabb filmjei
- 1990 - A boszorkányok (The Witches) - Helga Eveshim
- 1990 - Titkos hadsereg (Hidden Agenda) - Moa
- 1962 - A legfőbb vonzalom (The Main Attraction) - Gina
- 1962 - Csak ketten játszhatják (Only Two Can Play) - Liz
- 1954 - Kopogd le a fán! (Knock on Wood) - Dr. Ilse Nordstrom
- 1948 - Zene a sötétben (Musik i mörker) - Ingrid
- 1947 - Fizess a múltadért! (Frieda) - Frieda
- 1944 - Őrjöngés (Hets) - Bertha Olsson

## Fordítás
Ez a szócikk részben vagy egészben  a   Mai_Zetterling című angol Wikipédia-szócikk fordításán alapul.  Az eredeti cikk szerkesztőit annak laptörténete sorolja fel. Ez a jelzés csupán a megfogalmazás eredetét és a szerzői jogokat jelzi, nem szolgál a cikkben szereplő információk forrásmegjelöléseként.